# Transamazonská dálnice

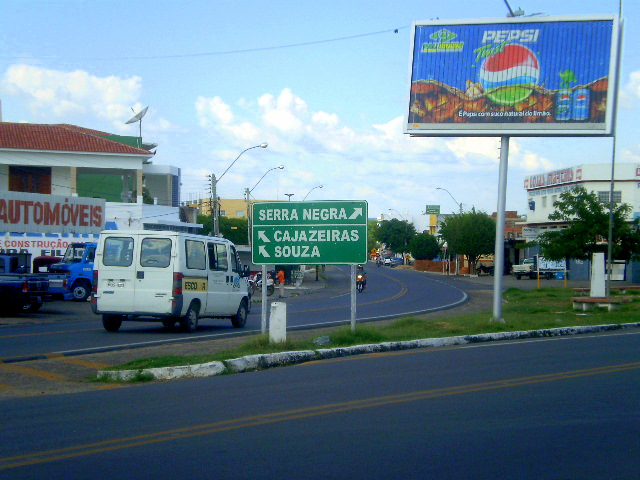
Transamazonská dálnice ve městě Paraíba

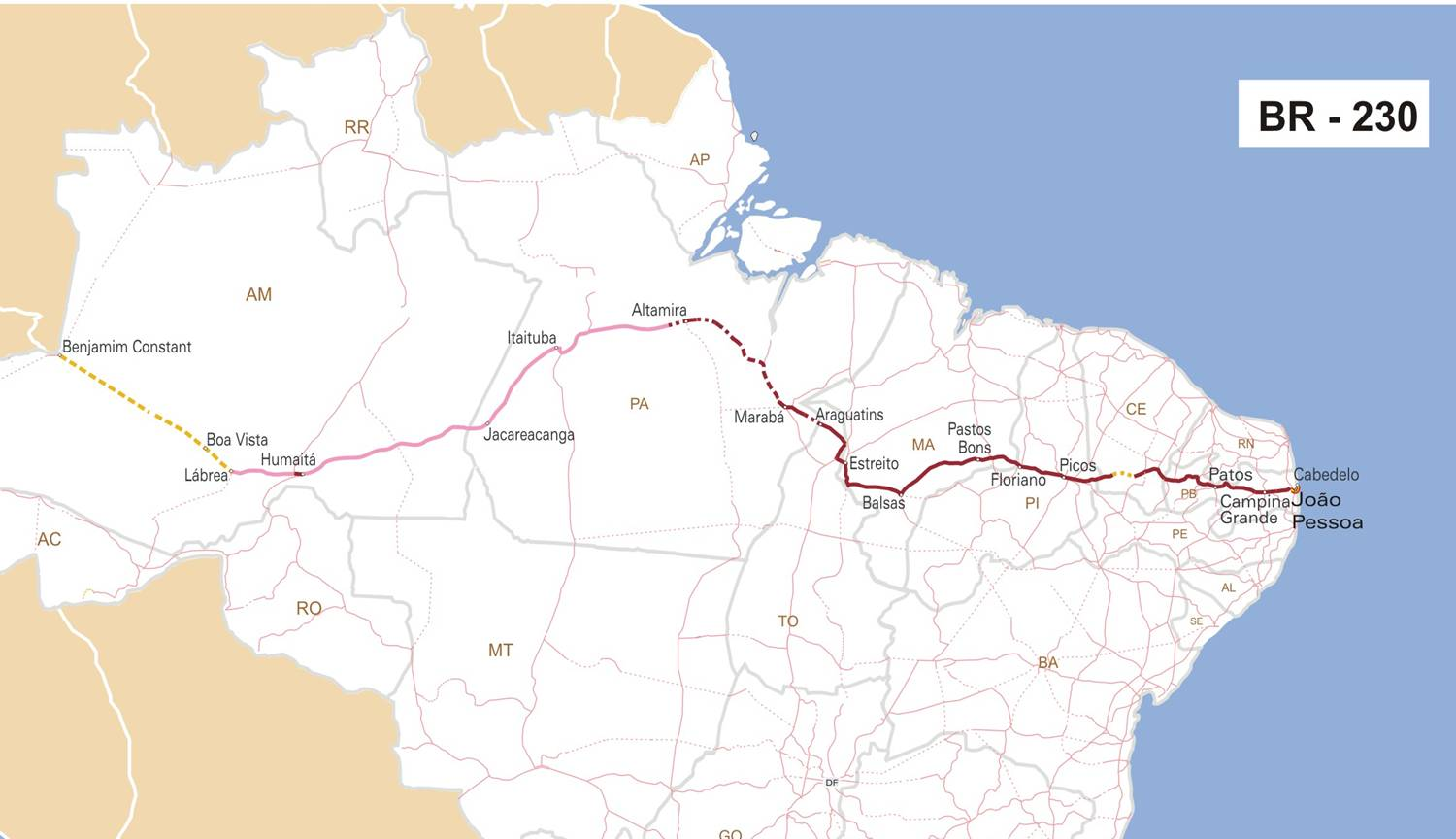
Mapa silnice

Transamazonská dálnice (portugalsky Rodovia Transamazônica, označení BR-230) je 5600 km dlouhá silnice v Jižní Americe v Brazílii, která prochází státy Piauí, Maranhão, Tocantins, Pará a Amazonas. Hlavním smyslem stavby bylo propojit dopravně tyto regiony mezi sebou a také se sousedními státy Peru a Ekvádorem. Silnice byla postavena během 6 let a slavnostně inaugurována 30. srpna 1972. Nejzápadnějším bodem je město Lábrea na břehu splavné řeky Purus, ve kterém se nachází i letiště. 
Termín dálnice vyjadřuje spíše její důležitost než kvalitu — podle českých měřítek by si označení dálnice nezasloužila. Pouze malá část z ní je asfaltována, i následkem toho je během dešťů sjízdná jen obtížně.